# Servantes du Cœur Immaculé de Marie
Ne doit pas être confondu avec Servantes du Cœur Immaculé de Marie de Monroe.
Les Servantes du Cœur Immaculé de Marie (en latin : Ancillarum a Corde Immaculato Mariae v.d. Sororum a Bono Pastore) souvent surnommées Sœurs du Bon Pasteur de Québec sont une congrégation religieuse féminine enseignante et caritative de droit pontifical.

## Histoire
En 1949, George Muir, premier greffier à l'Assemblée législative de la Province de Québec, effectue de fréquentes visites à la prison de Québec. Il constate le manque d'accompagnement des femmes qui sortent de prison et en fait part à la société de Saint-Vincent-de-Paul. Quelque temps après, le Père Louis Proulx, administrateur du diocèse de Québec, demande à Marie-Josephte Fitzbach (1806-1885), pensionnaire chez les sœurs de la charité de Québec, d'ouvrir un refuge pour les femmes sortant de prison.
C'est le 11 janvier 1850 que Marie-Josephte et Mary Keogh fonde l’Asile Sainte-Madeleine situé dans le faubourg Saint Jean. Elles sont bientôt rejointes par d'autres compagnes (Marie-Anne Angers, Marie-Zoé Blais, Esther Ouimet, Angèle Lacroix, Éléonore Thivierge et Marie-Anne Fiset). Les jeunes femmes sont initiées à la vie religieuse par le jésuite Louis Saché, qui rédige les premières constitutions. La congrégation est approuvée le 2 février 1856 par Pierre-Flavien Turgeon, archevêque de Québec, sous le nom de Servantes du Cœur Immaculé de Marie mais elles sont souvent nommées Sœurs du Bon-Pasteur par la population, d'après le nom d'une de leurs œuvres. Le même jour, les premières religieuses prononcent leurs vœux dont la fondatrice qui prend le nom de Marie du Sacré-Cœur. En 1870, l'Asile Sainte-Madeleine étant devenu trop étroite, les sœurs déménagent dans le faubourg Saint-Louis.
La congrégation se développe rapidement. Elle fonde l'hospice de la Miséricorde en 1874 pour accueillir les mères célibataires qui veulent accoucher, car ces femmes sont tenues responsables de leur situation et victimes de préjugés, et très souvent contraintes de se séparer de leur enfant dès la naissance. En 1901, elles ouvrent la crèche Saint-Vincent-de-Paul pour recueillir les bébés nés hors mariage et destinés à l'adoption. L'hôpital de la Miséricorde y est annexé en 1929. En 1931, elles prennent la direction de la prison pour femmes du refuge Notre-Dame-de-la-Merci, rebaptisé maison Gomin en 1968. Elles s'établissent plus tard au Basutoland (maintenant Lesotho, 1935), en Afrique du Sud (1950), sur l'île de la Grande Comore (1957), en Tunisie (1965), au Rwanda (1967), en Haïti (1969), au Zaïre (1971), au Tchad (1972) et au Brésil (1973).
L'institut reçoit le décret de louange le 25 juillet 1880 et ses constitutions sont définitivement approuvées par le Saint-Siège le 16 août 1921.

## Activités et diffusion
Les sœurs se dédient à l'enseignement, à l'accueil des jeunes filles avec des problèmes personnels ou familiaux, et à l'aide aux personnes qui sortent de prison.
Elles sont présentes en:
- Amérique : Canada, Haïti, États-Unis, Brésil.
- Afrique : Lesotho, Rwanda, Afrique du Sud.

La maison-mère est à Sainte-Foy-Sillery-Cap-Rouge près de Québéc
En 2017, la congrégation comptait 367 sœurs dans 26 maisons.